# Zale galactea
Zale galactea är en fjärilsart som beskrevs av George Francis Hampson 1913. Zale galactea ingår i släktet Zale och familjen nattflyn. Inga underarter finns listade i Catalogue of Life.